# Ericdoa
Ericdoa   (Connecticut, 2002), conegut en el món de la música pel seu nom artístic, Ericdoa o excepcionalment, Dante Red és un cantautor Americà que està en constant creixement des de l’any 2020, amb el llançament del seu àlbum “COA”. És un artista reconegut dins dels microgèneres musicals d’hiperpop, antipop, digicore i excepcionalment, breakcore, trap i rap. També és reconegut per algunes de les seves col·laboracions amb altres artistes similars a ell, com Glaive o midwxst, a la banda sonora de la sèrie televisiva Euphoria i amb la productora de videojocs Riot Games, fent una cançó pel seu videojoc, Valorant.

## Carrera musical
Ericdoa va mostrar interès pel món musical per primer cop als 14 anys. Gravava les seves pròpies cançons però no les publicava. No va ser fins al 2018, que va llançar la seva primera cançó a SoundCloud “ALRIGHT”, com a Killeric. Mesos més tard, després de ja haver llançat algunes cançons, llança el seu primer “Extended play” o a SoundCloud, anomenat “Bleed Vol. 1”. Seguit d’aquest llançament, Ericdoa llança el seu segon extended play anomenat “DOA” i es canvia el nom de Killeric a Ericdoa.
Unes setmanes del després del seu segon extended play, Ericdoa decideix unir-se a la plataforma de música Spotify. Ericdoa ha estat llançant cançons a les dues plataformes, però totes les seves pistes es troben a SoundCloud.
Al 2020, Ericdoa llança el seu primer àlbum al públic, anomenat “Public Target”, però no va ser fins al llançament del seu segon àlbum, “COA” que el va fer guanyar un gran número de seguidors en qüestió de pocs mesos.
Al 2021, Ericdoa signa amb Interscope Records, un segell discogràfic. Durant el període de 2021 i 2022, ericdoa, aprofitant la signatura amb Interscope Records, va llançar els seus singles més reconeguts, com ara, “Fantasize”, “Back N Forth”, “Strangers” i “Sad4Whattt”; aquest últim ha sigut inclòs en un fragment d’un episodi de la sèrie americana de drama adolescent, Euphoria.
Ja en aquest punt, encara al 2021, Ericdoa va començar a col·laborar molt amb artistes, però sobretot, Glaive, arribant a llançar alguns singles i un extended play anomenat “Then I’ll Be Happy”. Després d’aquest llançament, al 2022, ericdoa llança el seu àlbum amb més èxit, “things with wings”.
Al 2023, després de nou mesos de llançar el seu últim single, sad4whattt, ericdoa col·labora amb els músics de la productora de videojocs, Riot Games, fent una cançó principal per a un dels personatges del joc Valorant, anomenada “< One” (pronunciada “Greater Than One”)
El setembre de 2023, Ericdoa llança el single “kickstand”, el primer single on només hi participa ell, després del llançament del seu àlbum “things with wings”.

## Estil musical
Els principals estils musicals d’Ericdoa són l’hiperpop, antipop, digicore, breakcore, trap i rap. Ericdoa no té cap cançó directament associada al gènere musical del rap o el trap. En canvi, té cançons que barregen un dels estils: hiperpop, antipop, digicore, breakcore i trap amb l’estil del rap. Ericdoa té com a objectiu crear un nou gènere musical.

## Discografia
| Títol             | Detalls |
| ----------------- | --- |
| Public Target     | Llançament: 2020 Cançons: - Target - Mirage - RightAway - #CryingMyEyesOut - Slide - Falling From Heaven - GossipGirl |
| COA               | Llançament: 2020 Cançons: - 2008 - loose ties - plea - likewise - mistake - deep end - self sabotage - do or die - thingsudo2me - thanks4thewarning - ivy                                                                                           |
| things with wings | Llançament: 2022 Cançons: - stuck - ocd - lifeline - cheap liquor - broke my car radio - phases - night that we danced - primadonna - hey there nice to meet ya - haven - victim - fool4love - first day of summer - attention whore - commander dr |

| Títol                                         | Detalls |
| --------------------------------------------- | --- |
| Bleed Vol. 1                                  | Llançament: 2018 Cançons: - A Letter To Her - Omen - Save Yourself                                                                |
| DOA                                           | Llançament: 2019 Cançons: - DEAD ON ARRIVAL - PRETEND - DISTRESS - PHEROMONES - WASTE AWAY - MUERTE ES UNA MENTIRA                |
| DOA 2                                         | Llançament: 2021 Cançons: - Second Wind - I Can Do Anything - Believer - Perioxide - Had2Reset - Reassure                         |
| Then i'll be happy (col·laboració amb Glaive) | Llançament: 2021 Cançons: - naturale - mental anguish - heather - pretending - phys - handle me - cloak n dagger - f*** this town |